# 桜 (秋田市)
桜（さくら）は秋田県秋田市にある地域名。郵便番号は010-0042。桜一丁目から四丁目までで構成される。

## 概要
出羽国豊島郡桜村として成立したが、1889年に松崎村、柳館村、寒川村、通沢村、梨平村、黒川村、宝川村と合併して下北手村となる。1954年に、河辺郡浜田村・豊岩村・仁井田村・四ツ小屋村・上北手村・下北手村が秋田市に編入された。かつての郡境太平川を挟んで北に広面、下北手桜、桜台、南に桜ガ丘、西側は横森と接している。中央を秋田県道41号秋田昭和線が通っている。

## 施設
- 秋田銀行桜支店
- 桜簡易郵便局
- さくら保育園
- 秋田桜教会
- 宗入寺

## 教育
- 秋田市立桜小学校

## ギャラリー

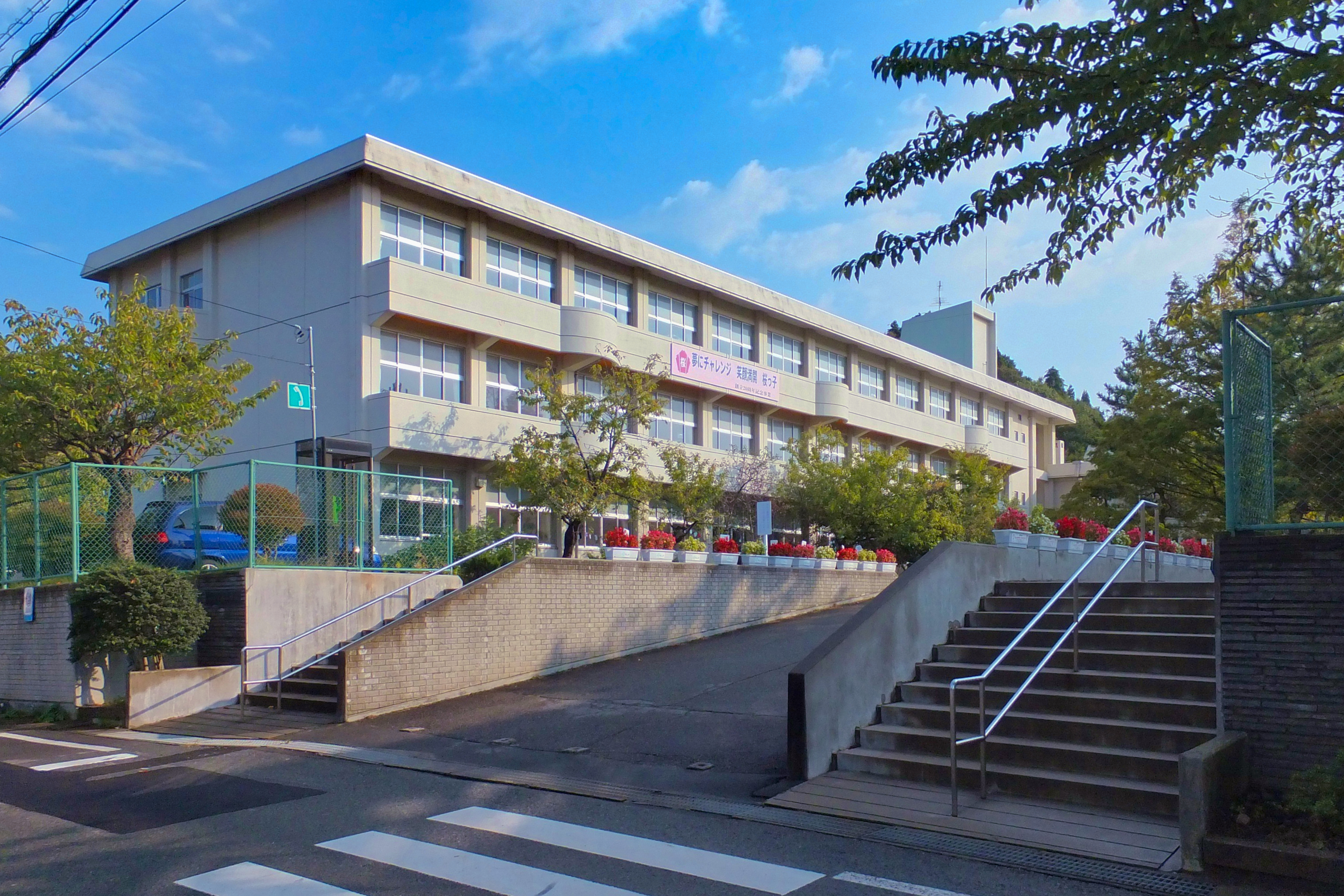
秋田市立桜小学校

## 著名居住者
- 原志保 (アナウンサー)